# Carlisle Bay, Barbados
Carlisle Bay je mala prirodna luka smještena u jugozapadnoj regiji Barbadosa. Glavni grad otočne države, Bridgetown, nalazi se u ovom zaljevu koji je pretvoren u morski park. Morski park Carlisle Baya popularno je mjesto na otoku za ronjenje. Mnoge predmete s brodova, kao što su sidra i topovska zrna, mogu se pronaći na dnu oceana u zaljevu Carlisle.
Zaljev je dobio ime po drugom lordu Barbadosa, Jamesu Hayu, prvom grofu od Carlislea. Godine 1627., lord Carlisle je polagao pravo na otok putem kraljevske darovnice u ime engleskog kralja Karla I..
Na rubu zaljeva se nalazi jedan od povijesnih svjetionika Barbadosa, Svjetionik Needham's Point.
Tijekom Drugog anglo-nizozemskog rata, u travnju 1665, obrambene engleske snage odbile su nizozemsku flotu koju je vodio Michiel de Ruyter. Tijekom Drugog svjetskog rata, na ovom je mjestu 3. prosinca 1944. njemačka podmornica U-1230 torpedirala britanski brod SS Cornwallis.